# 防重放
防重放（Anti-replay）亦称反重放、抗重放，是互联网工程任务组（IETF）之IPsec的一个子协议。它的主要目的是避免黑客注入或篡改从源到目的地的網路封包。防重放协议使用单向安全关联为网络中的两个节点之间建立安全连接。在安全连接建立后，防重放协议使用封包序列号抗衡重放攻击，具体如下：在源发送消息时，它向其封包添加一个序列号；序列号从0开始，后续每个封包递增1。目的地则以“滑动窗口”维护有效接收分组的序列号记录，它将拒绝所有所含序列号低于滑动窗口中最小值（即太旧）或者序列号已于滑动窗口中出现（即重复/重放）的封包。通过验证的已接收封包将使滑动窗口更新，如果滑动窗口已满则将最小的序列号移出窗口。